# Stanisław Wisłocki
Stanisław Wisłocki (Rzeszów, 7 luglio 1921 – Varsavia, 31 maggio 1998) è stato un direttore d'orchestra polacco, che ha eseguito e registrato con molte orchestre, ensemble e musicisti virtuosi di fama internazionale ed è molto apprezzato per le sue interpretazioni di Beethoven, Mozart, Prokof'ev, Rachmaninov, Schumann e Čajkovskij.

## Biografia

### Primi anni
Wisłocki nacque a Rzeszów, in Polonia. Iniziò i suoi studi a Leopoli [Lviv] sotto Seweryn Barbag e continuò durante la guerra all'Accademia di Musica di Timișoara e a Bucarest sotto George Simonis (composizione e direzione), Emil Mikhail (pianoforte) e George Enescu. Fu durante questo periodo che iniziò la sua carriera artistica, esibendosi come pianista e direttore d'orchestra in Romania.

### Carriera
Dopo essere tornato in Polonia nel 1945, Wisłocki fondò l'orchestra da camera "Società polacca per la promozione della musica popolare". Due anni dopo fondò la Poznań Philharmonic, dove fu direttore artistico e direttore d'orchestra per 11 anni. Dal 1961 al 1967 è stato direttore dell'Orchestra Filarmonica di Varsavia e dal 1978 al 1982 direttore artistico dell'Orchestra Sinfonica di Radio e Televisione di Katowice.
Durante questo periodo si è esibito in Europa, Stati Uniti, Canada, Sud America e Giappone. Nel 1948 iniziò a insegnare e nel 1951 insegnò direzione d'orchestra all'Accademia di musica di Poznań. Nel 1955 divenne professore all'Accademia Nazionale di Musica di Varsavia e dal 1958 fu capo del Dipartimento di Direzione.
Tra i suoi studenti figurano: Tomasz Bugaj, Zbigniew Graca, Jacek Kaspszyk, Simon Kawalla, Wojciech Michniewski, Andrew Straszynski, Rubén Silva, Juan Carlos Núñez, Enrique Bátiz Campbell e Henryk Wojnarowski. Alcuni dei solisti che si esibirono con lui furono: Svjatoslav Richter, Roman Totenberg e Ivry Gitlis.
A cavallo degli anni '90 è stato nominato direttore musicale dell'Orchestra Filarmonica Nazionale del Venezuela.

### Premi
Stanisław Wisłocki ha ricevuto molti premi prestigiosi, tra cui il Grand Prix du Disque, l'Académie Charles Cros di Parigi, per il "Concerto per pianoforte" di Sergej Rachmaninov con Sviatoslav Richter e l'Orchestra Filarmonica Nazionale, Il Premio del Ministro della Cultura e dell'Arte dell'Unione dei compositori polacchi e numerose decorazioni polacche e straniere.

### Colonne sonore
- Trzy kroki po ziemi (Tre passi per terra) - 1965
- Dziadek do orzechów  (Lo schiaccianoci) - 1967
- The Deluge (Il Diluvio) - 1974
- Il Direttore d'orchestra - 1980
- La sposa polacca - 1998